# C11H26NO2PS
化学式C11H26NO2PS（摩尔质量：267.37 g/mol）可以指：
- VX神經毒劑，CAS号：50782-69-9
- 中国VX神经毒剂，CAS号：468712-10-9
- VR神经毒剂，CAS号：159939-87-4
- QL硫化物，CAS号：71840-25-0

|  | 这个同类索引页列出了具有相同分子式的化学物（即同分異構體）条目。 除非您是有意链接至本页，否则应将相应条目的内部链接指向正确的条目。 |